# Надія Бичкова
Надія Бичкова (нар. 24 серпня 1989) — українська танцюристка бальних і латиноамериканських танців, багаторазова чемпіонка Словенії з бальних і латиноамериканських танців і дворазова чемпіонка світу і Європи з танців «10». У 2017 році приєдналася до британського телешоу «Строго танцюй» як професійна танцюристка. Власниця двох рекордів Гіннеса на Strictly's Pro Challenge за кількість танцювальних кроків за 30 секунд — для флекерлів у 2020 році та для пат-а-кейків у 2021 році.

## «Строго танцюй»
У 2017 році Бичкова з'явилася як професійна танцюристка в п'ятнадцятій серії британського телевізійного танцювального шоу «Строго танцюй» в партнерстві з актором «Жителі Іст-Енду» Давудом Гадамі. Вони дійшли до чвертьфіналу змагань, посівши шосте місце.
Вона повернулася для свого другого сезону в 2018 році, співпрацюючи з іншим «колишнім» актором «Жителі Іст-Енду» та співаком «Blue» Лі Раяном. Пара вибула на третьому тижні.
Бичкова повернулася для своєї третього сезону в 2019 році і була партнером колишнього професійного футболіста Девіда Джеймса. Вони були четвертою парою, яка вибула.
У 2021 році Бичкова була в парі з тележурналістом, BBC Breakfast, The NFL Show і колишнім ведучим Football Focus Деном Вокером, який приблизно на 25 см вищий за неї.
У 2022 році Бичкова була у парі зі співаком Меттом Госсом. Вони були третьою парою, яка вибула. У 2023 році Бичкова повернулась, але не мала знаменитого партнера.
Раніше вона була професійною танцюристкою в боснійській версії шоу.
| Серія | Партнер      | Місце | Середня оцінка |
| ----- | ------------ | ----- | -------------- |
| 15    | Давуд Гадамі | 6-й   | 30.4           |
| 16    | Лі Раян      | 14-й  | 22.3           |
| 17    | Девід Джеймс | 12-й  | 17.4           |
| 19    | Ден Вокер    | 5-й   | 27.5           |
| 20    | Метт Госс    | 13-й  | 20.8           |

Найвища та найнижча оцінка за танець
| Танець             | Партнер      | Найвищий | Партнер      | Найнижчий |
| ------------------ | ------------ | -------- | ------------ | --------- |
| American Smooth    | Давуд Гадамі | 35       | Девід Джеймс | 16        |
| Аргентинське танго | Давуд Гадамі | 29       |              |           |
| Ча-Ча-Ча           | Давуд Гадамі | 27       | Лі Раян      | 19        |
| Чарльстон          | Давуд Гадамі | 38       | Ден Вокер    | 31        |
| Вибір пари         | Ден Вокер    | 28       |              |           |
| Фокстрот           | Ден Вокер    | 21       | Девід Джеймс | 17        |
| Джайв              | Давуд Гадамі | 29       | Девід Джеймс | 16        |
| Пасодобль          | Давуд Гадамі | 35       | Девід Джеймс | 10        |
| Квікстеп           | Девід Джеймс | 28       | Метт Госс    | 20        |
| Румба              | Ден Вокер    | 31       | Давуд Гадамі | 25        |
| Сальса             |              |          |              |           |
| Самба              | Давуд Гадамі | 25       | Метт Госс    | 22        |
| Something-A-Thon   | Давуд Гадамі | 4        |              |           |
| Showdance          |              |          |              |           |
| Танго              | Ден Вокер    | 31       |              |           |
| Віденський вальс   | Давуд Гадамі | 29       | Метт Госс    | 21        |
| Вальс              | Давуд Гадамі | 35       | Лі Раян      | 22        |

### 15 сезон (2017): Давуд Гадамі
| № тижня | Танець/Пісня                                                 | Оцінка суддів | Оцінка суддів | Оцінка суддів | Оцінка суддів | Всього | Результат      |
| № тижня | Танець/Пісня                                                 | Хорвуд        | Басселл       | Баллас        | Тоніолі       | Всього | Результат      |
| 1       | Ча-ча-ча / «Присвята моєму колишньому (сумую за цим)»        | 6             | 7             | 7             | 7             | 27     | Без елімінації |
| 2       | Quickstep / «Остання ніч»                                    | 6             | 7             | 7             | 7             | 27     | Безпечний      |
| 3       | Самба / «Stayin' Alive»                                      | 4             | 7             | 7             | 7             | 25     | Безпечний      |
| 4       | Віденський вальс / «Say You Love Me»                         | 6             | 7             | 8             | 8             | 29     | Два нижніх     |
| 5       | Джайв / «Tell Her About It»                                  | 6             | 8             | 8             | –             | 22     | Безпечний      |
| 6       | Румба / «Зла гра»                                            | 5             | 7             | 6             | 7             | 25     | Безпечний      |
| 7       | American Smooth / «This Will Be (An Everlasting Love)»       | 8             | 9             | 9             | 9             | 35     | Безпечний      |
| 8       | Чарльстон / «The Lambeth Walk»                               | 9             | 9             | 10            | 10            | 38     | Безпечний      |
| 9       | Paso Doble / «Живи і дай померти»                            | 8             | 9             | 9             | 9             | 35     | Безпечний      |
| 10      | Вальс / «З тобою я народився знову» Пасадобль/ «España cañí» | 8 4           | 9 додатковий  | 9 балів       | 9 нагороджені | 35 39  | Безпечний      |
| 11      | Аргентинське танго / «Привид опери»                          | 7             | 8             | 7             | 7             | 29     | Ліквідований   |

Зелене число вказує на те, що Давуд і Надія очолювали таблицю лідерів.
Червоне число вказують на те, що Давуд і Надія були в нижній частині таблиці лідерів.

### 16 сезон (2018): Лі Раян
| № тижня | Танець/Пісня                   | Оцінка суддів | Оцінка суддів | Оцінка суддів | Оцінка суддів | Всього | Результат      |
| № тижня | Танець/Пісня                   | Хорвуд        | Басселл       | Баллас        | Тоніолі       | Всього | Результат      |
| 1       | Вальс / «Take It To The Limit» | 4             | 6             | 6             | 6             | 22     | Без елімінації |
| 2       | Jive / «Сині замшеві туфлі»    | 6             | 7             | 6             | 7             | 26     | Двоє знизу     |
| 3       | Ча-Ча-Ча / «Сила кохання»      | 3             | 5             | 5             | 6             | 19     | Ліквідований   |

Червоне число вказують на те, що Лі та Надія були в нижній частині таблиці лідерів.

### 17 сезон (2019):Девід Джеймс
| № тижня | Танець/Пісня                          | Оцінка суддів | Оцінка суддів | Оцінка суддів | Оцінка суддів   | Всього | Результат      |
| № тижня | Танець/Пісня                          | Хорвуд        | Мабусе        | Баллас        | Тоніолі/Рібейро | Всього | Результат      |
| 1       | Фокстрот / «Три леви»                 | 3             | 4             | 5             | 5               | 17     | Без елімінації |
| 2       | Paso Doble / «España cañí»            | 2             | 3             | 2             | 3               | 10     | Двоє знизу     |
| 3       | American Smooth / «Поцілунок троянди» | 4             | 4             | 4             | 4               | 16     | Двоє знизу     |
| 4       | Quickstep / «Відтепер»                | 6             | 7             | 7             | 8               | 28     | Безпечний      |
| 5       | Джайв / «Така ніч»                    | 3             | 4             | 4             | 5               | 16     | Ліквідований   |

Червоне число вказують на те, що Девід і Надія були в нижній частині таблиці лідерів.

### 19 сезон (2021): Ден Вокер
| № тижня | Танець/Пісня                                         | Оцінка суддів | Оцінка суддів | Оцінка суддів | Оцінка суддів | Всього | Результат      |
| № тижня | Танець/Пісня                                         | Хорвуд        | Мабусе        | Баллас        | Дю Беке       | Всього | Результат      |
| 1       | Квікстеп / «Кожному потрібен хтось, щоб його любити» | 5             | 5             | 7             | 7             | 24     | Без елімінації |
| 2       | Paso Doble / «Велетень»                              | 7             | 6             | 6             | 7             | 26     | Безпечний      |
| 3       | Фокстрот / «Одного разу сон»                         | 3             | 5             | 7             | 6             | 21     | Безпечний      |
| 4       | Ча-ча-ча / «Не можна торкатися цього»/ «Super Freak» | 5             | 7             | 7             | 7             | 26     | Безпечний      |
| 5       | Віденський вальс / «Вона завжди жінка»               | 7             | 7             | 7             | 7             | 28     | Безпечний      |
| 6       | Джайв / «Рок Лобстер»                                | 5             | 8             | 7             | 7             | 27     | Безпечний      |
| 7       | Вибір пари / «Класика»                               | 6             | 7             | 8             | 7             | 28     | Безпечний      |
| 8       | American Smooth / «Король дороги»                    | 4             | 8             | 8             | 9             | 29     | Безпечний      |
| 9       | Чарльстон / «Добрий ранок»                           | 7*            | 7             | 9             | 8             | 31     | Безпечний      |
| 10      | Румба / «Desperado»                                  | 6             | 9*            | 8             | 8             | 31     | Безпечний      |
| 11      | Танго / «Santa María (del Buen Ayre)»                | 7             | 8             | 9             | 7             | 31     | Ліквідований   |

Червоне число вказують на те, що Ден і Надія були в нижній частині таблиці лідерів.

### 20 сезон (2022): Метт Госс
| № тижня | Танець/Пісня                             | Оцінка суддів | Оцінка суддів | Оцінка суддів | Оцінка суддів | Всього | Результат      |
| № тижня | Танець/Пісня                             | Хорвуд        | Мабусе        | Баллас        | Дю Беке       | Всього | Результат      |
| 1       | Квікстеп / «Сер Дюк»                     | 5             | 5             | 5             | 5             | 20     | Без елімінації |
| 2       | Самба / «Нічна лихоманка»                | 4             | 6             | 6             | 6             | 22     | Два нижніх     |
| 3       | Віденський вальс / «Тримай мене за руку» | 3             | 6             | 5             | 7             | 21     | Безпечний      |
| 4       | Джайв / «All Shook Up»                   | 3             | 6             | 5             | 6             | 20     | Ліквідований   |

Червоне число вказують на те, що Метт і Надія були в нижній частині таблиці лідерів.

## Спеціальна різдвяна акція «Строго танцюй»
Вона танцювала з Ларрі Лембом у спеціальному різдвяному шоу 2022 «Строго танцюй» .

## Особисте життя
У 2013 році Бичкова одружилася з російським танцюристом Сергієм Коновальцевим; шлюб тривав два роки. Бичкова заручена зі словенським футболістом Матією Скаработом, від якого має доньку Мілу.
У квітні 2015 року Бичкова знялася в українському виданні журналу «Playboy»; також була на обкладинці FHM у березні 2012 року.

## Танцювальні тури
У червні 2023 року Бичкова та Віддрінгтон оголосили, що з'являться на «Танцях з зірками Weekends» 2024.